# HSL 2
| HSL 2 bei Berloz |                      |                                                 |                                                 |
| Lage und Verlauf der HSL 2 im belgischen Hochgeschwindigkeitsnetz |                      |                                                 |                                                 |
| Streckenlänge: | 66 km                |                                                 |                                                 |
| Spurweite: | 1435 mm (Normalspur) |                                                 |                                                 |
| Stromsystem: | 25 kV, 50 Hz ~       |                                                 |                                                 |
| Maximale Neigung: | NBS: 21,58 ‰         |                                                 |                                                 |
| Minimaler Radius: | NBS: 4650 m          |                                                 |                                                 |
| Streckengeschwindigkeit: | 300 km/h             |                                                 |                                                 |
| Zweigleisigkeit: | durchgehend          |                                                 |                                                 |
| |                      |                                                 |                                                 |
| Betriebsstellen und Bauwerke |                      |                                                 |                                                 |
| \| \| \| Strecke 36/36N von Brüssel \| \| \| \| \| Strecke 53 von Schellebelle \| \| \| \| \| Strecke 35 von Hasselt \| \| \| \| 28,70,0 \| Leuven \| Leuven \| \| \| \| Strecke 139 nach Ottignies \| \| \| \| \| Linie 36 nach Lüttich \| \| \| \| \| Tunnel Bierbeek (758 m) \| \| \| \| 21,3 \| Hoegaarden \| Hoegaarden \| \| \| \| Grenze Provinz Flämisch-Brabant–Provinz Lüttich \| \| \| \| \| Grenze Provinz Lüttich–Flämisch-Brabant \| \| \| \| \| Grenze Provinz Flämisch-Brabant–Provinz Lüttich \| \| \| \| \| Grenze Provinz Lüttich–Provinz Limburg \| \| \| \| \| Grenze Provinz Limburg–Provinz Lüttich \| \| \| \| \| Strecke 36 Lüttich – Brüssel \| \| \| \| 50,3 \| Pousset \| Pousset \| \| \| \| Strecke 36 von Brüssel \| \| \| \| 66,292,9 \| Ans \| Ans \| \| \| \| Ende des Schnellfahrabschnittes \| \| \| \| \| Rampe Haut Pré (30 ‰) \| \| \| \| \| Tunnel Saint-Gilles \| \| \| \| \| Strecke 34 von Hasselt \| \| \| \| 99,0 \| Liège-Guillemins \| Liège-Guillemins \| \| \| \| Strecke nach Maastricht \| \| \| \| \| Strecke nach Namur \| \| \| \| \| Strecke nach Aachen \| \| |                      |                                                 |                                                 |
| |                      | Strecke 36/36N von Brüssel                      |                                                 |
| Strecke |                      | Strecke 53 von Schellebelle                     | Strecke 53 von Schellebelle                     |
| Strecke · Abzweig geradeaus und von links |                      | Strecke 35 von Hasselt                          | Strecke 35 von Hasselt                          |
| Bahnhof · Bahnhof | 28,70,0              | Leuven                                          | Leuven                                          |
| Kreuzung geradeaus oben · Abzweig geradeaus und nach rechts |                      | Strecke 139 nach Ottignies                      | Strecke 139 nach Ottignies                      |
| Strecke |                      | Linie 36 nach Lüttich                           | Linie 36 nach Lüttich                           |
| Tunnel |                      | Tunnel Bierbeek (758 m)                         | Tunnel Bierbeek (758 m)                         |
| Dienststation / Betriebs- oder Güterbahnhof | 21,3                 | Hoegaarden                                      | Hoegaarden                                      |
| Grenze |                      | Grenze Provinz Flämisch-Brabant–Provinz Lüttich | Grenze Provinz Flämisch-Brabant–Provinz Lüttich |
| Grenze |                      | Grenze Provinz Lüttich–Flämisch-Brabant         | Grenze Provinz Lüttich–Flämisch-Brabant         |
| Grenze |                      | Grenze Provinz Flämisch-Brabant–Provinz Lüttich | Grenze Provinz Flämisch-Brabant–Provinz Lüttich |
| Grenze |                      | Grenze Provinz Lüttich–Provinz Limburg          | Grenze Provinz Lüttich–Provinz Limburg          |
| Grenze |                      | Grenze Provinz Limburg–Provinz Lüttich          | Grenze Provinz Limburg–Provinz Lüttich          |
| Kreuzung geradeaus oben |                      | Strecke 36 Lüttich – Brüssel                    | Strecke 36 Lüttich – Brüssel                    |
| Dienststation / Betriebs- oder Güterbahnhof | 50,3                 | Pousset                                         | Pousset                                         |
| Abzweig geradeaus und von links · Abzweig geradeaus und nach rechts |                      | Strecke 36 von Brüssel                          | Strecke 36 von Brüssel                          |
| Bahnhof · Dienststation / Betriebs- oder Güterbahnhof | 66,292,9             | Ans                                             | Ans                                             |
| Strecke nach links · Abzweig geradeaus und von rechts |                      | Ende des Schnellfahrabschnittes                 | Ende des Schnellfahrabschnittes                 |
| |                      | Rampe Haut Pré (30 ‰)                           |                                                 |
| Tunnel |                      | Tunnel Saint-Gilles                             | Tunnel Saint-Gilles                             |
| Strecke von links · Kreuzung geradeaus oben |                      | Strecke 34 von Hasselt                          | Strecke 34 von Hasselt                          |
| Bahnhof · Bahnhof | 99,0                 | Liège-Guillemins                                | Liège-Guillemins                                |
| Strecke · Strecke nach links |                      | Strecke nach Maastricht                         | Strecke nach Maastricht                         |
| Abzweig geradeaus und nach rechts |                      | Strecke nach Namur                              | Strecke nach Namur                              |
| |                      | Strecke nach Aachen                             |                                                 |

Die HSL 2 (niederländisch: Hogesnelheidslijn 2, französisch: LGV 2 bzw. Ligne à grande vitesse 2) ist eine 95 km lange belgische Schnellfahrstrecke zwischen Brüssel und Lüttich. Die HSL 2 wird derzeit vom Thalys, vom ICE International und von Intercity-Zügen benutzt. Die zulässige Höchstgeschwindigkeit beträgt 300 km/h.

## Verlauf
Zwischen Brüssel und Löwen folgt die Strecke der Trasse der bestehenden Bahnstrecke Brüssel–Lüttich (L 36), die in diesem Bereich viergleisig ausgebaut wurde. Die mittleren beiden Gleise dienen dabei seit 2003 dem Hochgeschwindigkeitsverkehr (L 36N), die mit einer Geschwindigkeit von 200 km/h befahren werden kann, die äußeren beiden Gleise dienen dem übrigen Verkehr. Zwischen Löwen und Lüttich folgt die hier als Neubaustrecke ausgeführte Schnellfahrstrecke in Verkehrswegebündelung dem Verlauf der Autobahn E 40 bis kurz vor Lüttich. Diese Verkehrswegebündelung ging aus einer Forderung der Genehmigungsbehörde im Zuge der Streckenplanung hervor.
Die Neubaustrecke zwischen Löwen und Bierset (etwa 10 km westlich von Lüttich) misst 62 km.
Bei Ans geht die Neubaustrecke in die zweigleisige Bestandsstrecke Brüssel–Lüttich über.

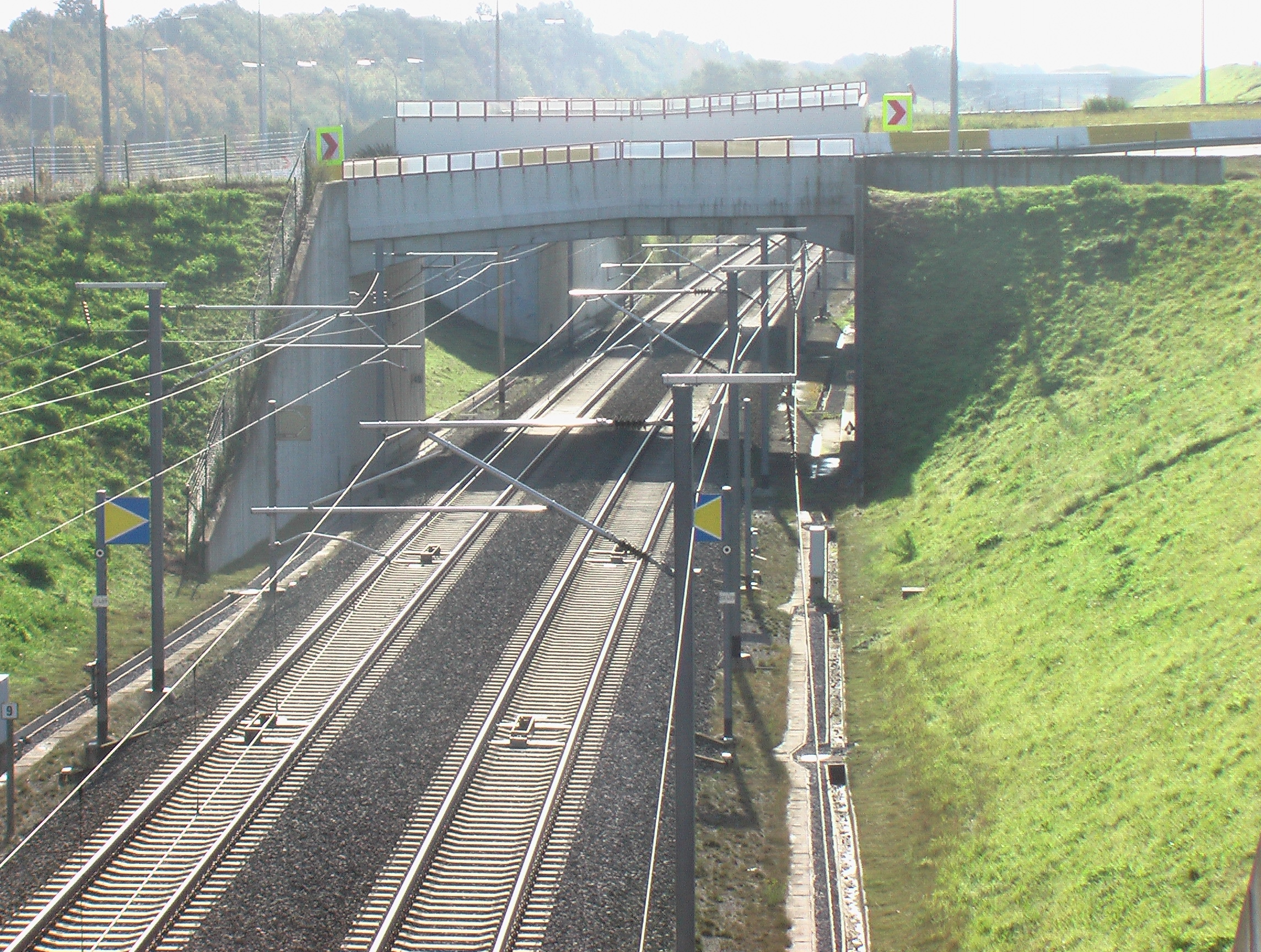
HSL 2 bei Hoegaarden (A3/E40)
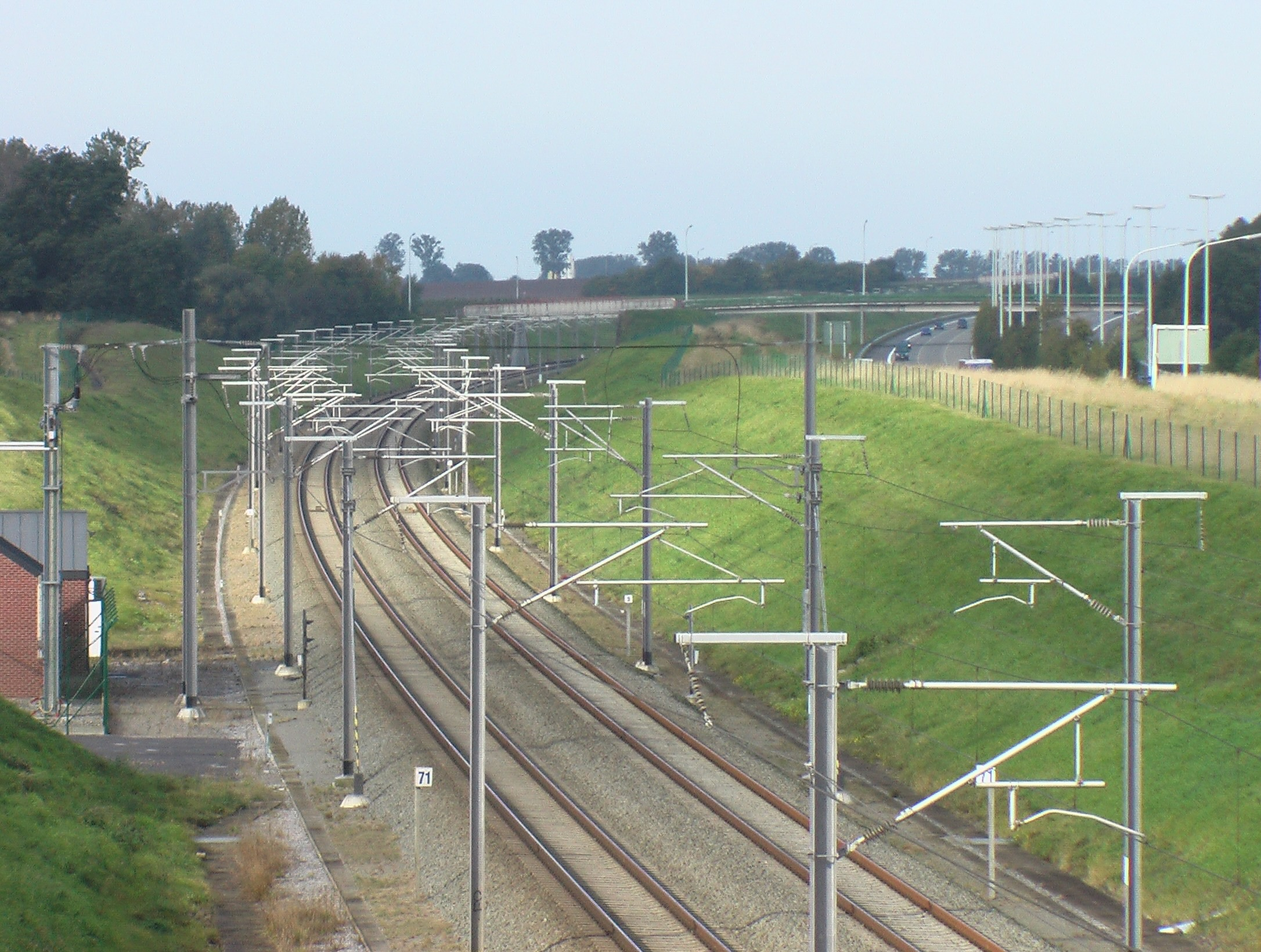
HSL 2 bei Berloz (A3/E40)

Die maximale Längsneigung der Neubaustrecke liegt bei 21,58 Promille. Im 300-km/h-Abschnitt liegt der minimale Bogenhalbmesser bei 4650 m, bei einer Überhöhung von bis zu 130 mm.

## Geschichte
Nach einer Vereinbarung der am Projekt PBKA beteiligten Verkehrsminister sollte der Abschnitt Brüssel–Aachen im Jahr 1998 fertiggestellt werden. Im Frühjahr 1998 begannen die Bauarbeiten an der Neubaustrecke. Am 11. Januar 2001 starb beim Zusammenstoß zweier Bauzüge ein Lokführer. Vier Lokomotiven und zehn Wagen wurden irreparabel beschädigt und vor Ort verschrottet.
Der Betrieb wurde 2002 aufgenommen. Aufgrund fehlender Zulassung für die Strecke verkehrten die zum Fahrplanwechsel im Dezember 2002 neu eingesetzten ICE 3M des ICE International über die Bestandsstrecke. Bei Versuchsfahrten eines ICE 3M auf der Strecke wurde am 28. Oktober 2003 Schotterflug beobachtet. Als kritische Geschwindigkeit wurde später 275 km/h ermittelt und die Züge auf der Strecke für 250 km/h zugelassen.
Seit der baulichen Fertigstellung der HSL 3 Ende 2007 existiert eine durchgehende belgische Ost-West-Achse von der französischen Grenze (mit TGV-Verbindung nach Lille und Paris und Eurostar-Verbindung nach London) zur deutschen Grenze. Der kommerzielle Betrieb auf der HSL 3 verzögerte sich durch fehlende technische Ausrüstung der ICE- und Thalys-Züge bis Mitte 2009.

## Technik
Auf der gesamten Strecke sind zwei Gleiswechsel in einem Abstand von etwa 29 km vorhanden.
Die Strecke ist mit 25 kV / 50 Hz Wechselstrom elektrifiziert. Bis 2018 wurde auf der Neubaustrecke das Zugbeeinflussungssystem TBL 2 verwendet. Zunächst war auch der Einsatz der Systeme TVM 430 und ETCS erwogen worden. Die Entscheidung für TBL2 fiel dann 1999. Ab 2018 kommt nun ETCS Level 1 zum Einsatz.